# Escua barzillai
Escua barzillai là một loài bướm đêm trong họ Noctuidae.